# Liste bekannter Epigraphiker
In der Liste bekannter Epigraphiker werden Personen gesammelt, die entweder für das Fach Epigraphik (Inschriftenkunde) habilitiert wurden, sich als Forscher in einer Schwesterdisziplin (beispielsweise Altphilologie, Alte Geschichte, Klassische Archäologie, Provinzialrömische Archäologie, Etruskologie, Byzantinistik, Papyrologie oder Numismatik) in besonderem Maße mit Epigraphik befassten, als Autoren zur Epigraphik schrieben oder anderweitig zur Erforschung von Inschriften beigetragen haben.

## A
- Sara B. Aleshire (US-Amerikanerin, 1947–1997)
- Andreas Alföldi (Ungar, 1895–1981)
- Géza Alföldy (Ungar, 1935–2011)
- Girolamo Amati (Italiener, 1768–1834)
- Walter Ameling (Deutscher, * 1958)
- John George Clark Anderson (Brite, 1870–1952)
- Radu Ardevan (Rumäne, * 1951)
- Fritz Arens (Deutscher, 1912–1986)
- Francesco Maria Avellino (Italiener, 1778–1850)
- Nahman Avigad (Israeli, 1905–1992)

## B
- László Barkóczi (Ungar, 1919–2017)
- John Penrose Barron (Brite, 1934–2008)
- George Ewart Bean (Brite, 1903–1977)
- Eduard Friedrich Ferdinand Beer (Deutscher, 1805–1841)
- Yves Béquignon (Franzose, 1899–1990)
- Veselin Beševliev (Bulgare, 1902–1990)
- Artur Betz (Österreicher, 1905–1985)
- Jan Bistřický (Tscheche, 1930–2008)
- Herbert Bloch (Deutsch-US-Amerikaner, 1911–2006)
- Wolfgang Blümel (Deutscher, * 1945)
- John P. Bodel (US-Amerikaner, * 1957)
- August Boeckh (Deutscher, 1785–1867)
- Bartolomeo Borghesi (Italiener, 1781–1860)
- Eugen Bormann (Deutscher, 1842–1917)
- William C. Brice (Brite, 1921–2007)
- Claude Brixhe (Franzose, * 1933)

## C
- René Cagnat (Franzose, 1852–1937)
- Jérôme Carcopino (Franzose, 1881–1970)
- Angelos Chaniotis (Grieche, * 1959)
- André Chastagnol (Franzose, 1920–1996)
- Michel Christol (Franzose, * 1942)
- Mauro Cristofani (Italiener, 1941–1997)
- Thomas Corsten (Deutscher, * 1961)
- Franz Cumont (Belgier, 1868–1947)
- Jaime Curbera (Spanier)
- Ernst Curtius (Deutscher, 1814–1896)

## D
- Costis Davaras (Grieche, 1933–2021)
- Olof August Danielsson (Schwede, 1852–1933)
- Georges Daux (Franzose, 1899–1988)
- Giovanni Battista de Rossi (Italiener, 1822–1894)
- Attilio Degrassi (Italiener, 1887–1969)
- Maurizio Del Freo (Italiener, 20. Jahrhundert)
- Jules Delamarre (Franzose, 1867–1909)
- Hermann Dessau (Deutscher, 1856–1931)
- Ernst Diehl (Deutscher, 1874–1947)
- Wilhelm Dittenberger (Deutscher, 1840–1906)
- Friedrich Karl Dörner (Deutscher, 1911–1992)
- Marc Domingo Gygax (Spanier, * 1965)
- Michael Donderer (Deutscher, * 1950)
- Sterling Dow (Amerikaner, 1903–1995)
- Heinrich Dressel (Deutscher, 1845–1920)

## E
- Werner Eck (Deutscher, * 1939)
- Charles Edson (US-Amerikaner, 1905–1988)
- Rudolf Egger (Österreicher, 1882–1969)
- Helmut Engelmann (Deutscher, * 1937)
- Eberhard Erxleben (Deutscher, 1925–2010)

## F
- Paul Foucart (Franzose, 1836–1926)
- Peter Frei (Schweizer, 1925–2010)
- Helmut Freis (Deutscher, 1935–2002)
- Peter Frisch (1942–2015)
- Rüdiger Fuchs (Deutscher, * 1954)

## G
- Giuseppe Gatti (Italiener, 1838–1914)
- Margherita Guarducci (Italienerin, 1902–1999)

## H
- Christian Habicht (Deutscher, 1926–2018)
- Rudolf Haensch (Deutscher, * 1959)
- Federico Halbherr (Italiener, 1857–1930)
- Klaus Hallof (Deutscher, * 1957)
- Peter Allan Hansen (Däne und Brite, 1944–2012)
- Andreas Hartmann (Deutscher, * 1977)
- Kaja Harter-Uibopuu (Österreicherin, * 1968)
- Rudolf Heberdey (Österreicher, 1844–1936)
- Wilhelm Henzen (Deutscher, 1816–1887)
- Peter Herrmann (Deutscher, 1927–2002)
- Peter Herz (Deutscher, * 1948)
- Ernst Herzfeld (Deutscher, 1879–1948)
- Ernst von Herzog (Deutscher, 1834–1911)
- Friedrich Hiller von Gaertringen (Deutscher, 1864–1947)
- Otto Hirschfeld (Deutscher, 1843–1922)
- Maria Höfner (Österreicherin, 1900–1992)
- Maurice Holleaux (Franzose, 1861–1932)
- Théophile Homolle (Franzose, 1845–1925)
- J. J. E. Hondius (Niederländer, 1897–1950)
- Marietta Horster (Deutsche, * 1961)
- Emil Hübner (Deutscher, 1834–1901)
- Christian Hülsen (Deutscher, 1858–1935)
- Adolf von Hüpsch (Deutscher, 1730–1805)
- Georg Huth (Deutscher, 1867–1906)

## I
- Vigilio Inama (Italiener, 1835–1912)
- Hans Ulrich Instinsky (Deutscher, 1907–1973)
- Bülent İplikçioğlu (Türke, * 1952)

## J
- Otto Jahn (Deutscher, 1813–1869)
- Lilian H. Jeffery (Britin, 1915–1986)
- Renate Johne (Deutsche, * 1940)
- Christopher P. Jones (* 1940)

## K
- Georg Kaibel (Deutscher, 1849–1901)
- Josef Keil (Österreicher, 1878–1963)
- Olaus Kellermann (Deutscher und Däne, 1805–1837)
- Otto Kern (Deutscher, 1863–1942)
- Adolf Kirchhoff (Deutscher, 1826–1908)
- Johannes Kirchner (Deutscher, 1859–1940)
- Ernst Kirsten (Deutscher, 1911–1987)
- Günther Klaffenbach (Deutscher, 1890–1972)
- Rudolf M. Kloos (Deutscher, 1926–1982)
- Peter Kneißl (Deutscher, 1938–2020)
- Dieter Knibbe (Österreicher, 1934–2015)
- Denis Knoepfler (Schweizer, * 1944)
- Walter Koch (Österreicher, 1942–2019)
- Reinhard Koerner (Deutscher, 1926–1987)
- Ulrich Köhler (Deutscher, 1838–1903)
- Anne Kolb (Deutsche, * 1964)
- Walther Kolbe (Deutscher, 1876–1943)
- Charalampos Kritzas (Grieche)
- Hans Krummrey (Deutscher, 1930–2018)
- Peter Kruschwitz (Deutscher, * 1973)
- Wilhelm Kubitschek (Österreicher, 1858–1936)

## L
- Stephen D. Lambert (Brite, 20. Jahrhundert–)
- Mabel Lang (US-Amerikanerin, 1917–2010)
- Heinrich Lattermann (Deutscher, 1882–1914)
- Wassili Wassiljewitsch Latyschew (Russe, ?–1921)
- Marcel Le Glay (Franzose, 1920–1992)
- Reinhard G. Lehmann (Deutscher, 1955)
- François Lenormant (Franzose, 1837–1883)
- Ernst Lommatzsch (Deutscher, 1871–1949)
- Barnabás Lőrincz (Ungar, 1951–2012)

## M
- Dietrich Mack (Deutscher, 1913–2001)
- Christine Magin (Deutsche, * 1962)
- Christian Marek (Deutscher, * 1950)
- Olivier Masson (Franzose, 1922–1997)
- Krešimir Matijević (Deutscher, * 1975)
- Richard Meister (Deutscher, 1848–1912)
- Benjamin Dean Meritt (US-Amerikaner, 1899–1989)
- Reinhold Merkelbach (Deutscher, 1918–2006)
- Pierre Merlat (Franzose, 1911–1959)
- Ernst Meyer (Deutscher, 1898–1975)
- Terence Bruce Mitford (Brite, 1905–1978)
- András Mócsy (Ungar, 1929–1987)
- Theodor Mommsen (Deutscher, 1817–1903)
- Luigi Moretti (Italiener, 1922–1991)
- Anna Morpurgo Davies (Britin, 1937–2014)
- Walter W. Müller (Deutscher, 1933–2024)

## N
- Herbert Nesselhauf (Deutscher, 1909–1995)
- Günter Neumann (Deutscher, 1920–2005)
- Eberhard J. Nikitsch (Deutscher, * 1953)
- Heinrich Nissen (Deutscher, 1839–1912)
- Adolphe Noël des Vergers (Franzose, 1805–1867)
- Johannes Nollé (Deutscher, * 1953)

## O
- Johann Oehler (Österreicher, 1857–1921)

## P
- Silvio Panciera (Italiener, 1933–2016)
- Nikolaos Papazarkadas (Grieche, * 1974)
- William Roger Paton (Brite, 1857–1921)
- Werner Peek (Deutscher, 1904–1994)
- Georges Perrot (Franzose, 1832–1914)
- Vasilios Petrakos (Grieche, * 1932)
- Georg Petzl (Deutscher, 1941–2021)
- Konrad Peutinger (Deutscher, 1465–1547)
- Hans-Georg Pflaum (Franzose, 1902–1979)
- Gerhard Pfohl (Deutscher, 1929–2016)
- Gernot Piccottini (Österreicher, 1941–2018)
- André Piganiol (Franzose, 1883–1968)
- Ioan Piso (Rumäne, * 1944)
- Henri Willy Pleket (Niederländer, 1930–2025)
- Hans Pomtow (Deutscher, 1859–1925)
- Theodor Preger (Deutscher, 1866–1911)
- Anton von Premerstein (Österreicher, 1869–1935)
- William Kelly Prentice (US-Amerikaner, 1871–1964)
- Erich Preuner (Deutscher, 1867–1935)
- Sebastian Prignitz (Deutscher, * 1980)
- W. Kendrick Pritchett (US-Amerikaner, 1909–2007)
- Émile Puech (Franzose, * 1941)

## R
- Antony E. Raubitschek (US-Amerikaner, 1912–1999)
- Albert Rehm (Deutscher, 1871–1949)
- Oscar William Reinmuth (US-Amerikaner, 1900–1984)
- Joyce Reynolds (Britin, 1918–2022)
- Louis Robert (Franzose, 1904–1985)
- David Moore Robinson (US-Amerikaner, 1880–1958)
- Ludwig Ross (Deutscher, 1806–1859)
- Giovanni Battista de Rossi (Italiener, 1822–1894)
- Pierre Rousel (Franzose, 1881–1945)
- Denis Rousset (Franzose, * 1962)
- Christoph B. Rüger (Deutscher, * 1937)

## S
- Sencer Şahin (Türke, 1939–2014)
- Pierre Salama (Franzose, 1917–2009)
- Hermann Sauppe (Deutscher, 1809–1893)
- Joseph Justus Scaliger (Franzose, 1540–1609)
- Paul Schellhas (Deutscher, 1859–1945)
- Johannes Schmidt (Deutscher, 1850–1894)
- Manfred G. Schmidt (Deutscher, * 1952)
- Winfried Schmitz (Deutscher, * 1958)
- Sebastian Scholz (Deutscher, * 1962)
- Ernst Schubert (Deutscher, 1927–2012)
- Konrad Schubring (Deutscher, 1911–1966)
- Christof Schuler (Deutscher, * 1965)
- Moshe Schwabe (Deutscher und Israeli, 1889–1956)
- Elmar Schwertheim (Deutscher, 1943–2022)
- Mario Segre (Italiener, 1904–1944)
- Johann Seivert (Deutscher, 1735–1785)
- Justus Siegismund (Deutscher, 1851–1876)
- Peter Siewert (Deutscher, * 1940)
- Erkki Sironen (Finne)
- Martin Ferguson Smith (Ire, * 1940)
- Heikki Solin (Finne, * 1938)
- Roman Stiglitz (Österreicher, 1922–1988)
- Karl Strobel (Deutscher, * 1954)
- Ronald S. Stroud (Kanadier, 1933–2021)
- J. H. M. Strubbe (Niederländer, * 1947)
- Armin Stylow (Deutscher, * 1941)
- Emil Szanto (Österreicher, 1857–1904)

## T
- Karl Andreas Taube (US-Amerikaner, * 1957)
- Hans Taeuber (Österreicher, * 1954)
- Bengt E. Thomasson (Schwede, 1926–2025)
- Marcus Niebuhr Tod (Brite, 1878–1974)
- Kurt Tomaschitz (Österreicher, 1961–2008)
- Ida Toth
- Alfred Twardecki (Pole, * 1962)

## U
- Jürgen Untermann (Deutscher, 1928–2013)

## V
- Paul Viereck (Deutscher, 1865–1944)
- Konrad Vössing (Deutscher, * 1959)
- Hans Volkmann (Deutscher, 1900–1975)
- Friedrich Vollmer (Deutscher, 1867–1923)

## W
- Gerold Walser (Schweizer, 1917–2000)
- Ekkehard Weber (Österreicher, * 1940)
- Otto Weinreich (Deutscher, 1886–1972)
- Peter Weiß (Deutscher, 1943–2025)
- Carle Wescher (Franzose, 1832–1904)
- Gabriele Wesch-Klein (Deutsche, * 1956)
- Rainer Wiegels (Deutscher, * 1940)
- Lothar Wierschowski (Deutscher, 1952)
- Adolf Wilhelm (Österreicher, 1864–1950)
- Gerhard Winkler (Österreicher, 1935–2012)
- Jean-Joseph-Antoine-Marie de Witte (Belgier, 1808–1889)
- Michael Wörrle (Deutscher, * 1939)
- Arthur Geoffrey Woodhead (Brite, 1922–2008)

## Z
- Karl Zangemeister (Deutscher, 1837–1902)
- Micheil Zereteli (Georgier, 1878–1965)
- Erich Ziebarth (Deutscher, 1868–1944)
- Henrik Zilliacus (Finne, 1908–1992)

## Amateure, Autodidakten und Dilettanten
- Adolphe Noël des Vergers (Franzose, 1805–1867)